# 广济寺 (芜湖)
广济寺位于中国安徽省芜湖市镜湖区赭山西南麓半山腰上，始建于唐代乾宁年间（传为纪念金乔觉曾在此结茅庵驻锡而建），光化年间署名永清寺，又称广济院，北宋大中祥符年间改今名。因朝拜九华山的信徒必先到此进香，故又俗称“小九华”。建筑屡毁屡修，今尚存北宋治平二年（1065）所建赭塔（又名赭山塔，为五层六面的楼阁式塔，高28米，塔内供奉地藏菩萨坐像，赭塔晴岚为古芜湖八景之一）和民国八年（1919）所建滴翠轩（原名桧轩，即黄庭坚读书处，后用于供奉文昌帝和本地乡贤），其它建筑均为近年重建，分山门、天王殿、大雄宝殿和地藏殿（九华行宫）四进，其布局亦仿九华山，地藏殿西为滴翠轩（玉佛楼），东为药师殿，北为赭塔。寺内藏有唐至德二年（757）以砂金所铸地藏利成金印。

## 图集
- 东南侧全景
- 放生池
- 天王殿
- 大雄宝殿
- 地藏殿前仿九华山高耸的石阶
- 滴翠轩
- 赭塔东侧底层至二层，底层仅南北辟券门
- 赭塔东侧二层
- 赭塔东侧二层至三层，顶部四层间隔辟券门和隐出直棂窗，其位置逐层相错
- 赭塔东侧二层直棂窗
- 赭塔东侧二层券门
- 赭塔东侧底层檐部和二层平座斗栱